# Elsau
Elsau é uma comuna da Suíça, no Cantão Zurique, com cerca de 3.018 habitantes. Estende-se por uma área de 8,06 km², de densidade populacional de 374 hab/km². Confina com as seguintes comunas: Bertschikon, Elgg, Hofstetten bei Elgg, Schlatt, Wiesendangen, Winterthur.
A língua oficial nesta comuna é o Alemão.